# 樹仔腳聖若瑟堂
23°46′46″N 120°31′08″E / 23.7793465°N 120.5188889°E
樹仔腳聖若瑟堂是台灣的一家天主教堂，位於雲林縣莿桐鄉饒平村樹仔腳社區，屬天主教嘉義教區管轄。
聖堂開堂於1890年5月3日，由道明會士高熙能神父開教，是縣內第一家天主教堂，1904年由洪羅肋神父興建木製聖堂。1934年重建。1982年重建成現在的中式風貌。